# ダニイル・シャフラン
ダニール・ボリソヴィチ・シャフラン（ロシア語: Даниил Борисович Шафран；英語: Daniil Borisovich Shafran, 1923年1月13日 ペトログラード - 1997年2月7日 モスクワ）は、ソビエト・ロシアのユダヤ系のチェリスト。

## 経歴

### 初期
ダニール・シャフランは1923年、ペトログラード（のちのレニングラード、現サンクトペテルブルク）に生まれた。音楽を学んでいた父母の元、彼は生まれる前から既に音楽に囲まれていた。後に父ボリス・シャフランはレニングラード・フィルハーモニー管弦楽団の首席チェリスト、母フリーダ・モイセイェヴナはピアニストになった。母が産気づいた時、父はハイドンのチェロ協奏曲第2番を練習中であったため、技術的に困難なパッセージをマスターするまで病院に行こうとしなかった、とシャフランは後年語っている。
最初にシャフランにチェロを教えたのは父であった。シャフランがずっとレッスンをせがんでいたのだという。「8歳半になった時、父が小さなチェロをこれ見よがしに持って来て、『チェロを買って来たぞ』と。父は怒鳴って言うのです『座りなさい、勉強を始めよう』と。」そして真面目な音楽家で厳格な教師だった父の指導のもとで1年半、シャフランは生涯にわたって守り続けた訓戒（勤勉かつ規則的な練習、最高の目標に対する努力の重要性）を吸収した。この時に固く決めた原則は、作品が要求する演奏力を遥かに超越して演奏できるようになること。それによって技術的障害を克服することであった。「練習中は情け容赦なく自らを厳格に律する」ことも学んだ。
10歳の時（別の典拠に依れば8歳）、シャフランは父に、当時レニングラード音楽院の教授であったアレクサンドル・シトリメルのもとへ、レッスンを受けさせるために連れて行かれた。当初、レッスンはシトリメルが教えていた子供のための特別音楽学校で行われ、その後同音楽院で行われた。音楽院ではシャフランは選ばれた10人の才能ある子供の一人として出席している。シトリメルのもとには10年以上（20代前半まで）留まった。教育倫理などより、シャフランの技術的進歩を望んだ父の希望をよそに、シャフランは彼以外の師を持とうとしなかった。「私自身の経験、そして同僚の音楽家たち全てが私にとって第二の先生だった。」と彼は語っている。
シャフランが最初に公開演奏をしたのは10歳の時、音楽院のコンサートの中の一幕においてであった。そこで彼は、技術的要求が大きいとされるダーヴィト・ポッパーの「紡ぎ歌」と「妖精の踊り」を弾いた。オーケストラとの競演デビューは1年後、11歳の時であった、ここでは客演中のイギリス人指揮者アルバート・コーツのもと、レニングラード・フィルとチャイコフスキーの「ロココの主題による変奏曲」を弾いた。14歳の時に、若きヴァイオリニストとチェリストのための1937年全ソコンクールに参加した。シャフランは本来は年齢制限を下回っていたが、非公認のコンテスタントということで参加を許可され、第一等賞を獲得した。同年、“華麗な超絶技巧、詩人的な風貌”でセンセーションを巻き起こし”、シャフランは国民的に有名になった。この賞の副賞として、最上級品のアントニオ・アマーティのチェロも授与された。
レニングラードでの音楽活動は、第二次世界大戦勃発によってひどく荒廃していた。中でも全国コンクールは7年間延期され、再開されたのは1945年、ロシア国内での戦争が終結してからのことである。この時の勝者が若きムスティスラフ・ロストロポーヴィチであった。1949年には「この国の若き指導的チェリストとしてのシャフランの優位は、今や彼の4歳年少に当たるロストロポーヴィチにより脅かされ始めていた」。シャフラン、ロストロポーヴィチの両者は、ブダペストで開催された1949年民主青少年音楽祭におけるコンクールに参加し、両者とも第一等賞だった。このコンクールで審査員だったダヴィッド・オイストラフは書いた。「両チェリストはチェロの響きを完全に操る。彼らの軽やかなヴィルトゥオジティと優雅なテクニックは多くのヴァイオリニストが羨むはずだ。」。翌年、両雄は再びコンクールで相見えた。ボヘミアのチェリスト、ハヌシュ・ヴィハーン（カール・ダヴィドフの弟子）の生誕100周年を記念するイヴェントである、プラハでのヴィハーン・コンクールで。シャフランは決勝戦で「ロココ変奏曲」を演奏した（彼自身認めるところに依れば上手く弾けなかったという）が、再びシャフランとロストロポーヴィチは第一等賞を分け合った。
シャフランが1950年に音楽院を卒業した時、彼は27歳、ロストロポーヴィチは23歳であった。ほぼ10年間、彼ら2人は優れた若きチェリストとして傑出した存在であった。「二人とも既に驚くべき芸術的段階に達していたが、二人の気質は非常に異なっていた。細部にこだわるシャフランは小品において卓越していた。彼の詩的繊細と彼が意のままにしていた音色の驚くべきパレットは、ロマン派や印象派のレパートリーに似つかわしいものだった」。二人の気質は二人に全く別の人生を歩ませることとなった。

### コンサート活動
シャフランは独奏者としてのキャリアを追求し、録音も非常に広く行った。レパートリーには主要な協奏曲、チェロとピアノのための作品、無伴奏の作品が含まれる。高音領域における驚異のテクニックは、広範囲にわたるヴァイオリン用の作品を原調のまま演奏することを可能にした。シャフランはチェロのレパートリーの拡張にも努め、他の楽器のための作品をチェロ用に編曲し、演奏した。しかし、ソヴィエトおよび旧東側諸国外にはまれにしか演奏旅行に出ず、録音は事実上ほとんどメロディアに限られていたために、シャフランの国際的名声は非常に限られていた。
1950年にシャフランは、彼がそれまで頼りにしていた家族や師と離れ、モスクワに移った。これは彼に芸術上の危機をもたらした 。シャフランの初期の活動は、彼自身の観察によれば「非常に困難でした。私はへまをやらかしましたがこれは全く自然なことです」。多くの神童たち同様、シャフランも成熟した芸術家に成長する必要があり、最初の妻でありリサイタルのパートナーであったニーナ・ムシニャンが、過去と決別して新たな視野を広げる様促し、この点で彼の非常な助けとなった。
シャフランの初期のコンサートや録音が、当時の評判を明らかにする。最初の録音は、14歳の時の「ロココ変奏曲」であった。1946年にはルーマニアでジョルジェ・エネスクをピアノに迎えての演奏会、1954年には作曲者自身の指揮によりカバレフスキーのチェロ協奏曲第1番を録音した。カバレフスキーはこの時に感銘を受け、チェロ協奏曲第2番をシャフランに献呈することとなる。1965年にはこの作品を初演、録音している。1956年作曲者をピアノにショスタコーヴィチのチェロソナタの「伝説的録音」。「私が何を質問するにも提案するにも…ショスタコーヴィチは一言一句に耳を傾け…どんな新たな細部にも同意しました…スコア上の彼独自の注記に反する事さえにも」とシャフランは述べている。これはショスタコーヴィチの性格だけでなく、シャフランの自らの音楽観への自信を際立たせる。1962年には作曲者の指揮でハチャトゥリアンのチェロ協奏曲を演奏した。
シャフランは最初の妻、ピアニストのニーナ・ムシニャンと共に数多くのコンサートツアー、録音を行った。後にはピアニスト、アントン・ギンズブルクと長期にわたるデュオを組んだ。
シャフランのアメリカ・デビューは1960年、カーネギーホールであった、その際彼は、師の兄弟であるオシップ・シトリメルに会っている。イギリスでの最初の演奏会は1964年、ウィグモア・ホールとロイヤル・フェスティバル・ホールで行われた。日本にも数度訪れ、オーストラリアにも演奏旅行に出ている。ベルリンの壁崩壊の時までには、シャフランのコンサート活動は終わりを迎えようとしていた。

### 解釈とテクニック
シャフランは演奏の際詩的で謙虚な方法を採った。ヴィブラート、フレージング、ヴィルトゥオジティの全てが、彼の際立って情熱的な演奏に加味された。様式の特質としては、豊かな音色、無限の音楽的自由、技術的熟練が挙げられる。

### シャフランのアマーティ
大チェリストとしては異例なことに、シャフランは生涯を通じて同じ楽器を弾いた。14歳の時に獲得したアントニオ・アマーティのチェロと不壊の絆を築いたのである。
このチェロは1630年作とされる。大きさはフルサイズのものより若干小さく、「いかに素晴しいものであれ、どんなアマーティもその活動の頂点にあったソロチェリストにとって充分力強かった」か否か疑問視されてきている。しかしシャフランの録音は、このアマーティが力を欠いていたといういかなる気配も見せない。
1997年9月、シャフランの死後しばらく経ってから、未亡人スヴェトラーナ・シャフランはこのアマーティのチェロをグリンカ博物館に寄贈した。